# الحوض الجاف بالدقم
الحوض الجاف بالدقم يقع في المنطقة الافتصادية الخاصة بالدقم في محافطة الوسطى في سلطنة عمان، على في موقع استراتيجي يربط الشرق بالغرب مما يجعله قبلة سهلة الوصول لمختلف أنواع السفن كما انه يقع في المنطقة الاقتصادية بالدقم والتي تشهد نمواً اقتصاديا مطردا، وتشرف المنطقة الاقتصادية الخاصة بالدقم على الحوض الجاف بالدقم، وتقوم شركة أسياد للحوض الجاف بتشغيل الحوض وقد بدأت الشركة عملياتها في عام 2011، وخدمات الحوض الجاف من الخدمات عالية الطلب عالمياً.

## عن الحوض
يقع الحوض على مساحة إجمالية 1.2 مليون متر مربع ويتكون مجمع الحوض الجاف من حوضين جافين: الحوض الأول بطول 410 أمتار وعرض 95 مترا أما الحوض الثاني بطول 80 مترا وبعمق يصل إلى 10أمتار وارتفاع 14 مترا، كما يضم مجمع الحوض الجاف أرصفة بطول 2800 متر وساحات بمساحة 453 ألف متر مربع، مما يجعله من أكبر الأحواض في المنطقة ويستطيع إستقبال أغلب السفن التجارية الموجودة في السوق حالياً ، ومنها على سبيل المثال ناقلات النفط الخام الضخمة (ULCC) وناقلات النفط الخام العملاقة (VLCC)، ولديه القدرة على استيعاب عدد 200 سفينة سنويا وبحسب الموقع الإلكتروني لشركة الحوض الجاف فإن إجمالي عدد السف التي تم معالجتها حتى تاريخ كتابة هذا المقال هو 520 سفنية وناقلة 

## الأرصفة
ويتكون الحوض الجاف بالدقم من رصيفين بطول 10 أمتار، أحدهما 410 أمتار في 95 متراً والآخر 410 أمتار في 80 متراً.
وهناك رصيف بطول 2.8 كيلومتر مخصص لإصلاح السفن الإضافية، كما ويمكن إصلاح عشر سفن في نفس الوقت ، بما في ذلك بعض أكبر الناقلات في العالم مثل ناقلات النفط الخام الضخمة للغاية التي تصل سعتها إلى 600 ألف طن

## الخدمات التي يقدمها الحوض الجاف بالدقم
يقدم الحوض جملة من الخدمات ومنها:
- إصلاح السفن
- تحويل استعمالات السفن
- بناء السفن الجديدة
- رفع السفن
- الإصلاح البحري
- الهندسة العامة
- الرافعة العائمة
- تأجير العقارات
- تأجير المصنع والمعدات